# Peter Lockemann
Peter Christian Lockemann (* 17. November 1935 in Berlin; † 21. Juli 2025) war ein deutscher Informatiker, der am Karlsruher Institut für Technologie lehrte und Direktor des FZI Forschungszentrums Informatik in Karlsruhe war. Ab März 2004 war er emeritiert.
Lockemann gilt als Vordenker der Wirtschaftsinformatik, er trug maßgeblich zur inhaltlichen Annäherung von Informatik und Betriebswirtschaftslehre bei und beschäftigte sich mit der Entwicklung von Datenbanken und betrieblicher Informationssysteme. Er hat vier Lehrbücher und über 100 wissenschaftliche Artikel veröffentlicht.

## Leben
Lockemann studierte an der damaligen Technischen Hochschule München Elektrotechnik und promovierte dort 1963 bei Hans Piloty. Anschließend war er Research Fellow am California Institute of Technology. Von 1970 bis 1972 war er leitender wissenschaftlicher Mitarbeiter bei der GMD. Seit 1972, dem Gründungsjahr der Fakultät für Informatik an der Universität Karlsruhe, war er dort Professor, von 1979 bis 1981 Dekan, und bis zu seiner Emeritierung leitete er das Institut für Programmstrukturen und Datenorganisation. Sieben seiner Schüler sind zu Universitätsprofessoren berufen worden, drei haben eine Professur an einer Fachhochschule erhalten.
1985 gründete er daneben mit mehreren Kollegen das FZI Forschungszentrum Informatik in Karlsruhe, dessen Vorstand er lange Zeit war, weshalb er zuweilen „Mister FZI“ genannt wurde.
Er hat außerdem mehrfach Gastprofessuren in den USA, u. a. am California Institute of Technology und am MIT, und Beraterfunktionen bei Wirtschaft und Ministerien wahrgenommen.
Er war über zehn Jahre der deutsche Vertreter im Technischen Komitee 8 (Informationssysteme) der International Federation for Information Processing (IFIP) und von 1981 bis 1997 Trustee der VLDB Endowment, Inc., ab 1993 als Präsident. Er war Gutachter für die Deutsche Forschungsgemeinschaft (DFG) und gehörte dem Gutachtergremium mehrerer DFG-Schwerpunktprogramme an.

## Ehrungen
Im Jahr 2005 wurde Lockemann durch Bundespräsident Horst Köhler das Verdienstkreuz am Bande des Verdienstordens der Bundesrepublik Deutschland verliehen, der baden-württembergische Ministerpräsident Günther Oettinger dankte ihm für „herausragende Leistungen für das Gemeinwohl“.
Schon 2003 verlieh ihm die Johann Wolfgang Goethe-Universität für seine Verdienste in der Forschung und als Förderer des Wissenstransfers in die Unternehmenspraxis die Ehrendoktorwürde.